# Pulse (Software)
Pulse war ein Onlinedienst zum Lesen und übersichtlichen Anordnen von Nachrichten aus verschiedenen Quellen, etwa Webseiten und sozialen Netzwerken. Sie war als App für Android und iOS und als Webanwendung verfügbar. Zum Offlinelesen konnten Nachrichten gecacht werden.

## Geschichte
Pulse wurde 2010 von den Stanford-Absolventen Ankit Gupta und Akshay Kothari gegründet. Die App wurde von Steve Jobs auf der WWDC 2010 erwähnt, gewann den Apple Design Award und war unter den Time’s „Top 50 Apps of 2011“. 2013 hat die App über 20 Millionen User aus 190 Ländern, pro Monat kommen über 1 Million neue Nutzer hinzu.
2013 äußerte LinkedIn den Wunsch die App für 50–100 Millionen US-Dollar zu kaufen. Am 11. April 2013 übernahm LinkedIn Pulse für 90 Millionen Dollar. Der Dienst wurde am 31. Dezember 2015 geschlossen und durch die neue App „Linked Pulse“ ersetzt.